# Política da Venezuela

## Poder nacional

### Poder executivo

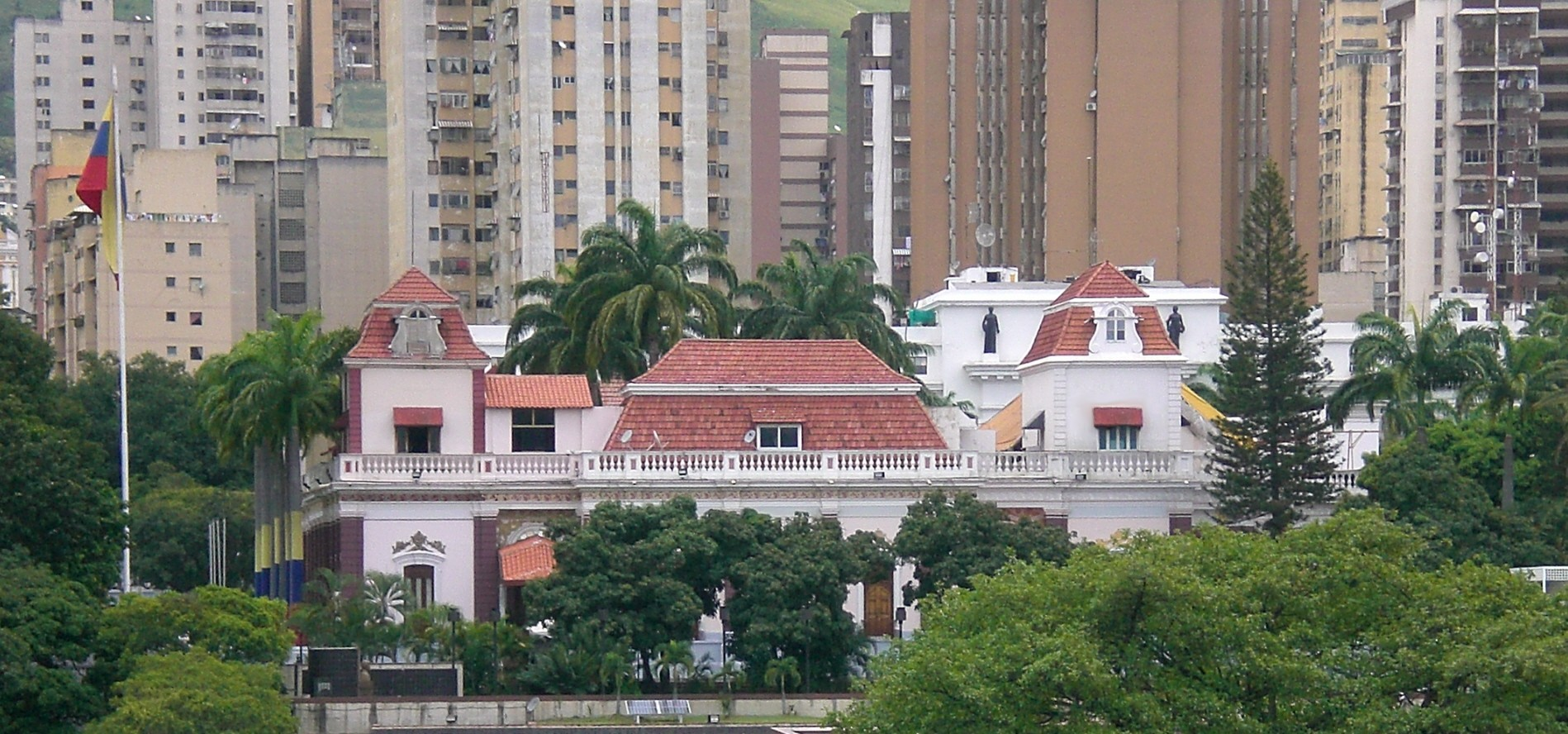
Palácio de Miraflores, sede do poder executivo.

O Presidente da Venezuela é eleito por um voto plural, através de sufrágio universal e direto, e tem funções quer de chefe de estado, quer de chefe do governo. A duração do mandato é de 6 anos e um presidente pode ser reeleito, depois de referenda a emenda constitucional, a 15 de Fevereiro de 2009. O presidente nomeia o vice-presidente e decide o tamanho e a composição do governo (sendo assim o tamanho do estado, e as esferas onde o estado atua) fazendo as nomeações dos seus membros, envolvendo no processo o parlamento. O presidente pode pedir ao parlamento que reconsidere porções de leis que ache dignas de objecção, mas uma maioria parlamentar simples pode anular estas objecções. O atual presidente da Venezuela é Nicolás Maduro.

### Poder legislativo

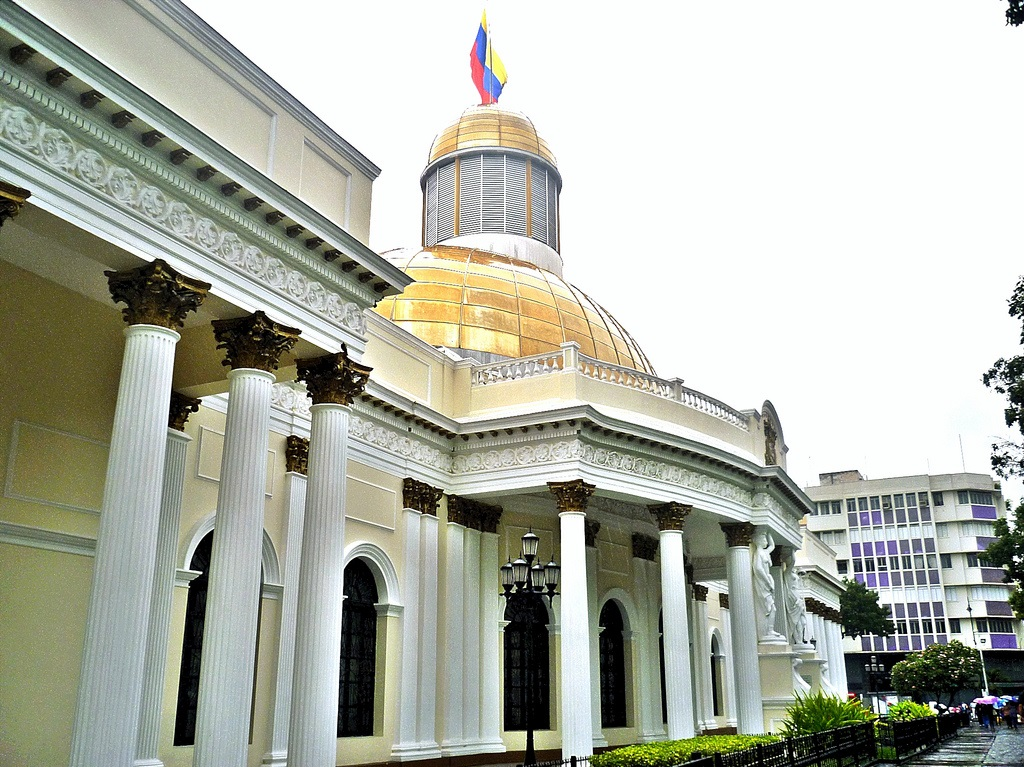
Assembleia Nacional da Venezuela.

O parlamento unicameral da Venezuela é a Assembleia Nacional, Os seus 165 deputados, dos quais três estão reservados para os povos indígenas, servem mandatos de 5 anos e podem ser reeleitos para um máximo de dois mandatos adicionais. São eleitos por voto popular através de uma combinação de listas partidárias e de círculos eleitorais polinominais.

### Poder judiciário

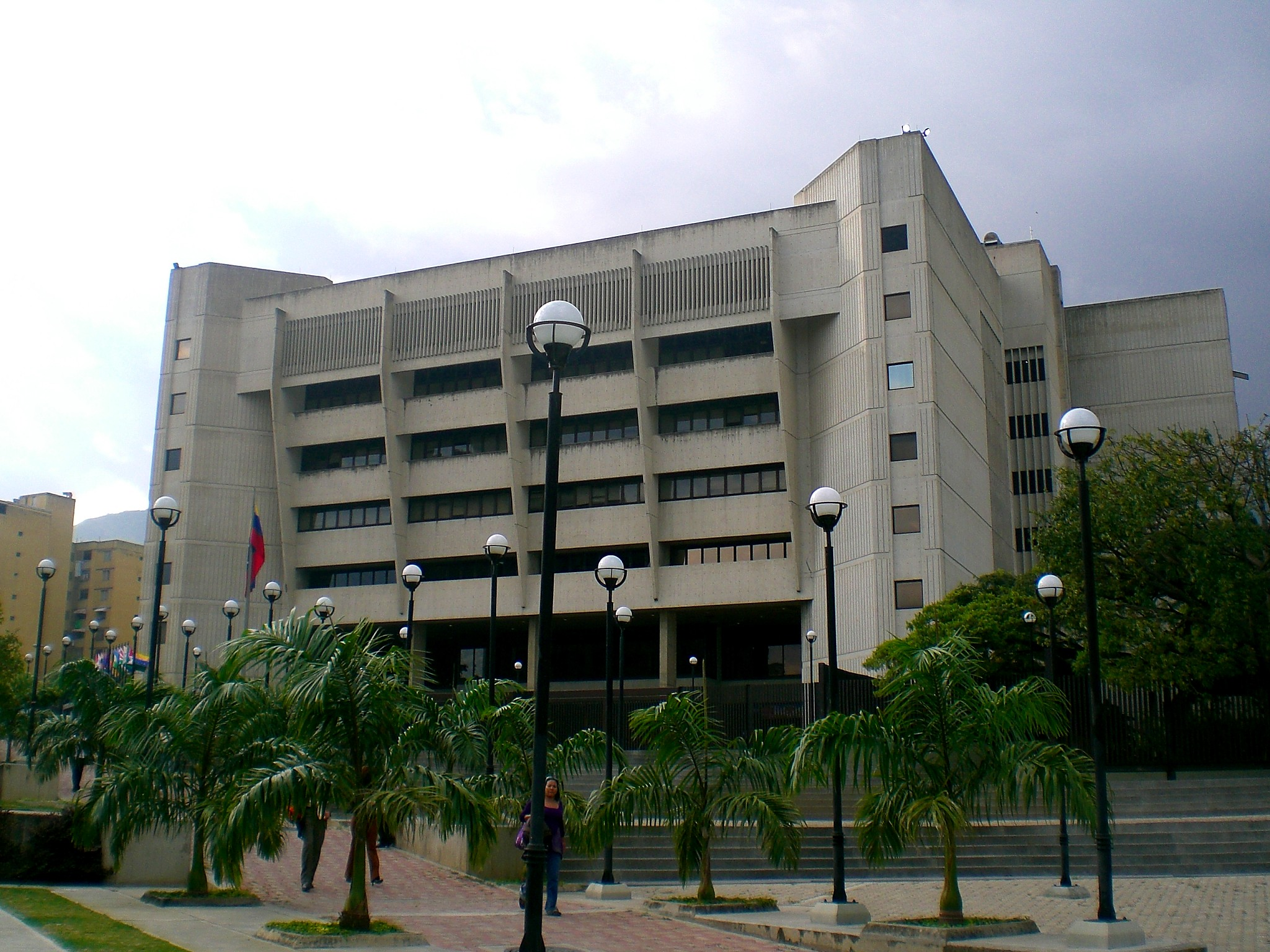
Tribunal Supremo de Justiça.

O órgão judiciário mais elevado é o Supremo Tribunal de Justiça, cujos magistrados são eleitos pelo parlamento para um único mandato de 12 anos.

### Poder eleitoral
O Congresso Nacional Eleitoral controla os processos eleitorais; é formado por cinco diretores principais eleitos pela Assembleia Nacional.

## Partidos políticos
Os principais partidos políticos da Venezuela são:
- Movimiento V República (MVR), fundado em 1997 por Hugo Chávez
- Un Nuevo Tiempo, fundado em 2000 por Manuel Rosales
- Primero Justicia, fundado em 2000 por Julio Borges
- Por la Democracia Social (Podemos), fundado em (2003)
- Pátria para Todos (PPT), fundado em 1997
- Partido Comunista de Venezuela (PCV, fundado em 1931)
- Comité de Organización Política Electoral Independiente (COPEI, democrata-cristão, fundado em 1946)
- Acción Democrática (AD, centro-esquerda, fundado em 1941)
- Movimento Electoral del Pueblo (MEP, fundado em 1967)
- Unión Republicana Democrática (URD, fundado em 1945) a
- Movimiento al Socialismo (MAS), fundado em 1971
- Convergencia, fundado em 1993 por Rafael Caldera
- La Causa Radical (LCR ou Causa R, fundado em 1971)
- Partido Socialista Unido da Venezuela (PSUV ou PSUVE, fundado em 2007)